# カステルフォンド
カステルフォンド（伊: Castelfondo）は、イタリア共和国トレンティーノ＝アルト・アディジェ州トレント自治県ボルゴ・ダナウニアに属する分離集落（フラツィオーネ）。
かつては独立したコムーネであったが、2020年1月1日にフォンド、マロスコと合併して新自治体の一部となった。

## 地理

### 位置・広がり
トレント自治県北西部、ヴァル・ディ・ノンに位置するコムーネ。ヴァル・ディ・ノンの中心地であるクレスから北北東へ12km、ボルツァーノから西南西へ19km、県都トレントから北へ42km、ソンドリオから東北東へ100kmの距離にある。

#### 隣接コムーネ
コムーネとしてのカステルフォンドは、以下のコムーネと隣接していた。括弧内のBZはボルツァーノ自治県所属を示す。
- サン・パンクラーツィオ (BZ)
- セナーレ＝サン・フェリーチェ (BZ)
- ラウレーニョ (BZ)
- フォンド
- ブレツ

## 行政

### Comunità di valle
トレント自治県が設置した広域行政組織 Comunità di valle 「ヴァル・ディ・ノン」 (it:Comunità della Val di Non) （事務所所在地: クレス）に属する。

## 住民

### 言語
| 少数言語話者の割合（2011年） | 少数言語話者の割合（2011年） | 少数言語話者の割合（2011年） | 少数言語話者の割合（2011年） | 少数言語話者の割合（2011年） |
| ---------------------------- | ---------------------------- | ---------------------------- | ---------------------------- | ---------------------------- |
|                              |                              |                              |                              |                              |
| ラディン語                   | ラディン語                   |                              | 23.6%                        | 23.6%                        |
| モケーニ語                   | モケーニ語                   |                              | 0.0%                         | 0.0%                         |
| チンブロ語                   | チンブロ語                   |                              | 0.0%                         | 0.0%                         |

2011年10月9日に行われた国勢調査によれば、住民631人中149人（23.6%）がラディン語話者であった。